# Fonyód
Fonyód è una città di 4.757 abitanti situata nella contea di Somogy, nell'Ungheria centro-occidentale. È situata sulla sponda sud del lago Balaton ed è una meta turistica famosa soprattutto per il suo porto e le sue spiagge.